# USS Abner Read (DD-526)
Pour les articles homonymes, voir USS Abner Read.
L'USS Abner Read (DD-526) était un destroyer de classe Fletcher en service dans la Marine des États-Unis pendant la Seconde Guerre mondiale. Il est nommé en l'honneur du Lieutenant commander Abner Read (1821 – 1863), qui a participé à la guerre de Sécession.

## Construction
Sa quille est posée le 30 octobre 1941 au chantier naval Bethlehem Shipbuilding Corporation à San Francisco en Californie, par la société Bethlehem Steel. il est lancé le 18 août 1942, parrainée par Mme John W. Gates. Le navire est mis en service le 5 février 1943 sous le commandement du commander T. Burrowes.

## Historique
En avril 1943, le destroyer s’entraîne le long de la côte californienne puis part en direction des îles Aléoutiennes en compagnie du Task Group (TG) 51.2. Il effectue une patrouille jusqu'au 4 mai et, le 11, bombarde des cibles japonaises sur l'île Attu, appuyant la 7e division d'infanterie légère de l'United States Army débarquant sur l'île. Il bombarde de nouveau l'île le 16 mai puis retourne à San Diego, qu'il atteint le 31 mai.

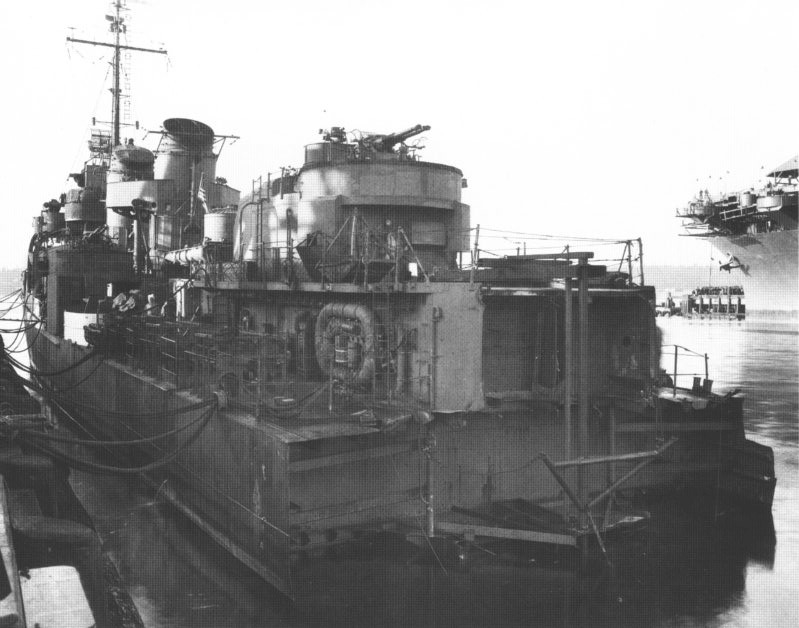
L'USS Abner Read ayant la poupe gravement endommagé.

Après deux semaines en carénage à San Francisco, l'Abner Read prend la mer le 14 juin pour Adak, en Alaska. À son arrivée, il rejoint la Task Force (TF) 16 et patrouille au large de l'île Kiska. Le 22 juillet, il prend part à un bombardement de l'île. Entre le 12 et le 15 août, le destroyer bombarde de nouveau Kiska pour soutenir l'opération Cottage. Alors qu'il patrouillait au large de l'île le 17 août à 1 h 50 du matin, le navire subit une grosse explosion à l'arrière. La cause de l'explosion est inconnue, bien que l'on pense qu'il a touché une mine. L'explosion causa un trou énorme à la poupe, les hommes dormant dans des compartiments arrière souffraient des inhalations de fumée. Dans l'obscurité, quelques hommes parviennent à passer par des trous dans le pont jusque dans les réservoirs de carburant avant que la poupe ne coule quelques instants après. Quelques hommes sont secourus dans l'eau. À 3 h 55, le navire est remorqué par l'USS Ute (en) jusqu'à Adak pour des réparations temporaires. 70 hommes sont morts ou disparus, 47 autres ont été blessés.
Après un mois de réparation dans divers ports d'Alaska, l'Abner Read est remorqué par l'USS Oriole (en) au chantier Puget Sound Naval Shipyard and Intermediate Maintenance Facility à Bremerton, où il entre de nouveau en carénage le 7 octobre pour des travaux supplémentaires. À la fin des travaux le 21 décembre 1943, le destroyer commence des exercices d'entraînement et d'essais. Il part pour Pearl Harbor en février 1944; pendant son transit pour Hollandia, en Nouvelle-Guinée, son hélice à tribord est endommagé. Cet accident l’amène dans la baie de Milne le 1er mars pour de nouvelles réparations. Le navire est ensuite attaché au TF 75 et participe au bombardement de Hollandia le 22 avril. Il fournit un appui naval dans la baie Yos Sudarso lors de l'opération Reckless. Il bombarde ensuite les îles Wakde au large des côtes de Nouvelle-Guinée néerlandaise. Le 30 avril, il bombarde un aérodrome japonais sur l'île. Arrivant ensuite à Wewak, le navire bombarde le 12 mai des batteries japonaises entravant les opérations des torpilleurs américains détruisant des barges ennemies.
Après avoir opéré à Arara, en Nouvelle-Guinée, il bombarde la région de Wakde-Toem le 17 mai. En compagnie du TG 77.3, il prend part à la destruction de cibles japonaises lors de la bataille de Biak. Du 8 au 9 juin, il est impliqué dans un accrochage avec une force japonaise au large de la côte nord de l'île de Biak. Il participe à un bombardement nocturne sur Wewak les 18 et 19 juin. Sa prochaine cible est l'île de Numfor, qu'il frappe le 2 juillet pour couvrir des opérations de débarquement. À la suite de ces opérations, il mouille à Seeadler Harbor pendant une courte période.

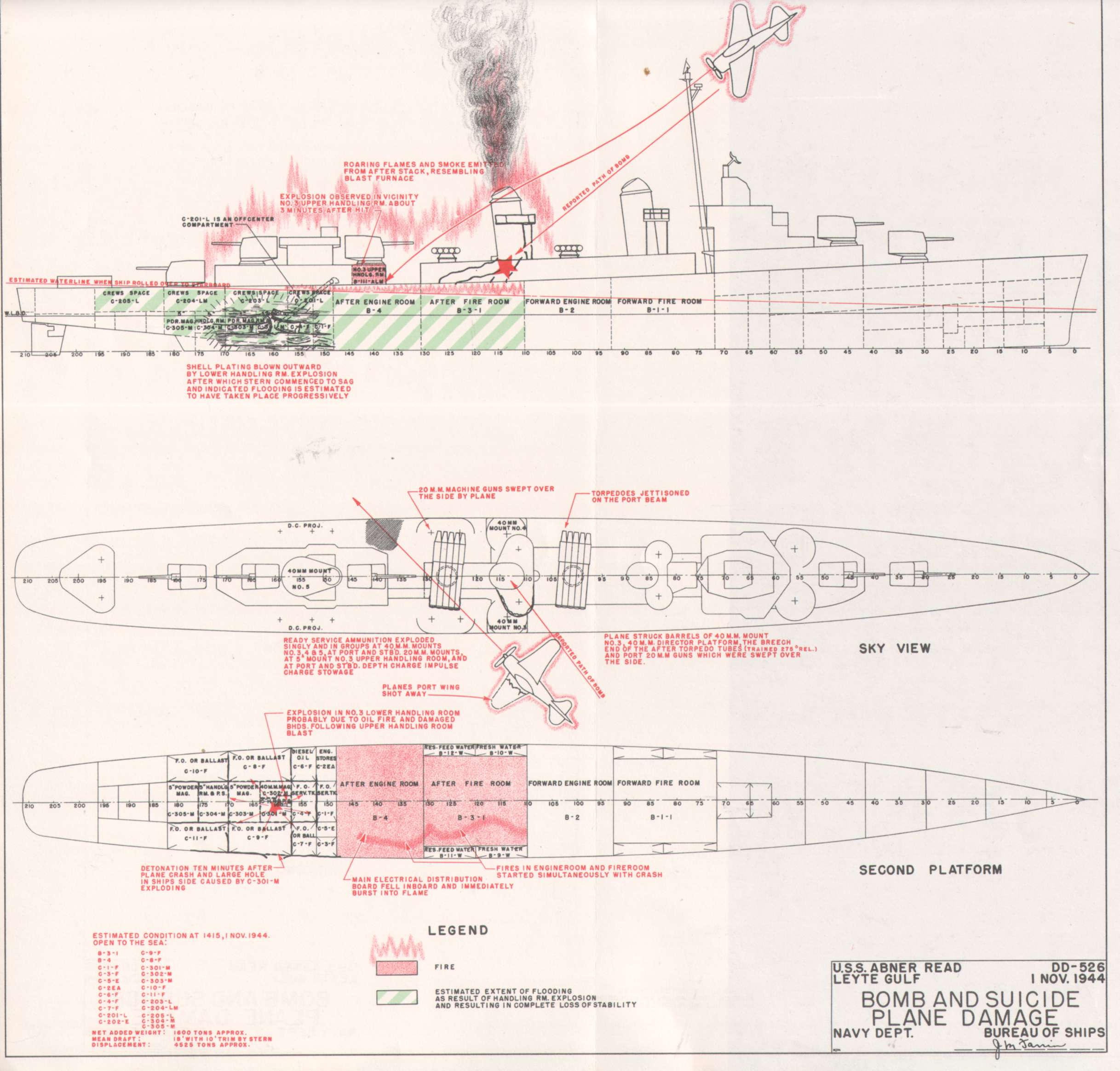
Le rapport d'avarie de l'attaque qui a coulé l'USS Abner Read.'

Il reprend la mer le 8 août pour Sydney, en Australie, avant de retourner en opérations dans le Pacifique. Le 15 septembre, le destroyer soutient la prise de l'île Morotai et bombarde des batteries japonaises sur l'île Ponam, dans les îles de l'Amirauté le 7 octobre. Le 17 octobre, il fait route vers le golfe de Leyte et atteint la baie de San Pedro le 20 octobre. Dans les jours qui suivent, il patrouille dans la zone de Leyte.
Le 1er novembre 1944, les Japonais lancent des attaques kamikaze contre les navires du TG 77.1 patrouillant dans le golfe de Leyte. Vers 13 h 41, un Aichi D3A lance une torpille qui touche la salle des machines avant de s'écraser sur le destroyer. Le feu devient incontrôlable, une énorme explosion interne se produit à 13 h 52, provoquant une gite de 10 degrés à tribord avant de couler par la poupe à 14 h 15, à la position géographique 10° 47′ N, 125° 22′ E. 22 membres d'équipage décèdent dans cette attaque, les survivants sont secourus par plusieurs destroyers.

## Décorations
L'Abner Read a reçu quatre battle stars pour son service pendant la Seconde Guerre mondiale.